# Anton Weber (Pallottiner)
Anton Weber (* 1910; † 1998) war ein deutscher Ordenspriester der Pallottiner (lat. Societas Apostolatus Catholici).

## Leben
Anton Weber leitete von 1941 bis September 1944 die päpstliche Hilfsstelle für »katholisch getaufte Nichtarier« in Rom. Die Initiative zu diesem Hilfswerk ging von Pater Max Joseph Größer SAC (* 5. August 1887 in Hannover; † 19. März 1940) aus.

## Brasilien-Aktion
Das Staatssekretariat von Pius XII. erwirkte beim Regime von Getúlio Vargas eine Sondereinwanderungsquote für 3.000 Katholiken. Das Raphaels-Werk Dienst am Menschen unterwegs, Hamburg wählte für diese Visa Kandidaten aus. An die brasilianische Botschaft in Berlin gerichtete Visumanträge wurden offensichtlich nur verschleppt. Der Raphaels-Verein vereinbarte mit dem Kardinalsstaatssekretariat, dass 1.000 Visa Personen zukommen sollten, die sich bereits außerhalb der Grenzen des Deutschen Reichs aufhielten. Das Staatssekretariat nahm in der Folge von verschiedenen Staaten Visumanträge entgegen und übergab diese mit den vollständigen Unterlagen dem brasilianischen Botschafter beim Heiligen Stuhl.
So gelangten im April 1940 die ersten Visa an Flüchtlinge in Italien, von denen kaum 50 bis zum Kriegseintritt Italiens ausreisen konnten. Das Einschalten der brasilianischen Botschaft beim Heiligen Stuhl führte dazu, dass der Sankt-Raphaels-Verein seine Tätigkeit auf Italien ausdehnte. Nachdem der Generalprokurator der Pallottiner, Franz-Xaver Hecht, vorübergehend Aufgaben in Rom wahrgenommen hatte, wurde im Juli 1940 im Pilgerhaus der Pallottiner-Kongregation in der Via Pettinari am Tiber eine Zweigstelle errichtet, die Pater Anton Weber leitete. Wenige Wochen später entstand eine weitere Zweigstelle in Lissabon, die von Woicjech Turowski SAC geleitet wurde. Im Juli 1941 stellte die brasilianische Regierung die Aufnahme ein. Beim Fall Achse war Weber Judenretter. Ende Oktober 1946 war er Generalprokurator der Pallottiner.
Weber erzählte Gitta Sereny, Adolf Eichmann sei unter dem Namen Richard Klement zu Alois Hudal gekommen und habe erklärt, er komme aus Ostdeutschland und wolle nicht dorthin zurückkehren, um unter den Bolschewiken zu leben.